# Фаньчжань
Фаньчжань (Фань Чжань) или Фаньчжаньму — великий царь древнего камбоджийского государства Фунань (Бапном), правивший во 2-й четверти III века, племянник великого царя Фаньшиманя, после смерти которого захватил престол, убив его старшего сына Цзиньшэна. В 243 году направил посольство ко двору китайского императора Сунь Цюаня.